# 폭력의 역사
《폭력의 역사》(영어: A History of Violence)는 2005년에 공개된 미국의 범죄 스릴러 영화로, 데이빗 크로넨버그가 감독, 조시 올신이 각본을 맡았다. 존 와그너, 빈스 로크의 1997년 동명의 그래픽 노블을 각색했다. 비고 모텐슨이 두 명의 강도에 맞서 자기방어를 한 후 언론에 관심을 받게 되며, 그의 인생이 완전히 바껴버린 작은 마을의 식당 주인 역을 연기했다.
2005년 황금종려상 주요 경쟁 작품이기도 했다. 2005년 9월 23일 미국에서 제한적 상영을 하다가, 9월 30일에 확대되었다.
윌리엄 허트는 아카데미 남우조연상 후보에 올랐고, 조시 올슨은 아카데미 각색상 후보에 오르기도 했다. 로스앤젤레스 타임스는 VHS로 발매된 마지막 주요 헐리우드 영화라고 칭했다. 영화에 출연한 모텐슨은 이 영화를 가리켜 "가장 최고의 영화는 아니더라도, 그가 본 최고의 영화 중 하나"라고 극찬했으며, "완벽한 필름 누아르"이거나 "완벽에 가깝다"라고 칭했다.

## 출연
- 비고 모텐슨 - 톰 스톨 / 조이 쿠삭
- 마리아 벨로 - 에디 스톨
- 에드 해리스 - 칼 포가티
- 윌리엄 허트 - 리치 쿠삭
- 애슈턴 홈스 - 잭 스톨
- 피터 맥닐 - 보안관 샘 카니
- 스티븐 맥해티 - 르랜드 존스
- 그렉 브릭 - 빌리 오서
- 카일 슈미드 - 바비
- 슈멜라 케이(Sumela Kay) - 주디 댄버스
- 게리 퀴글리(Gerry Quigley) - 믹
- 데보라 드레이크포드(Deborah Drakeford) - 샬럿
- 하이디 헤이스(Heidi Hayes) - 세라 스톨
- 에이던 드빈 - 찰스 "찰리" 로아크
- 빌 맥도널드(Bill McDonald) - 프랭크 멀리건
- 미첼 매크리(Michelle McCree) - 제니 와이스
- 이언 매슈스(Ian Matthews) - 루벤
- R. D. 리드 - 팻
- 모건 켈리 - 바비 친구